# Kongresspolen
Kongresspolen bezeichnet das konstitutionelle Königreich Polen, das 1815 auf dem Wiener Kongress (daher der Name) als Nachfolger des von Napoleon 1807 gegründeten Herzogtums Warschau geschaffen wurde. Es war durch Personalunion eng mit dem Russischen Kaiserreich verbunden und wurde nach Verlust der verbliebenen Rechte ab den späten 1860er Jahren auch als Weichselland oder „Russisch-Polen“ bezeichnet.

## Geschichte

### Vorgeschichte

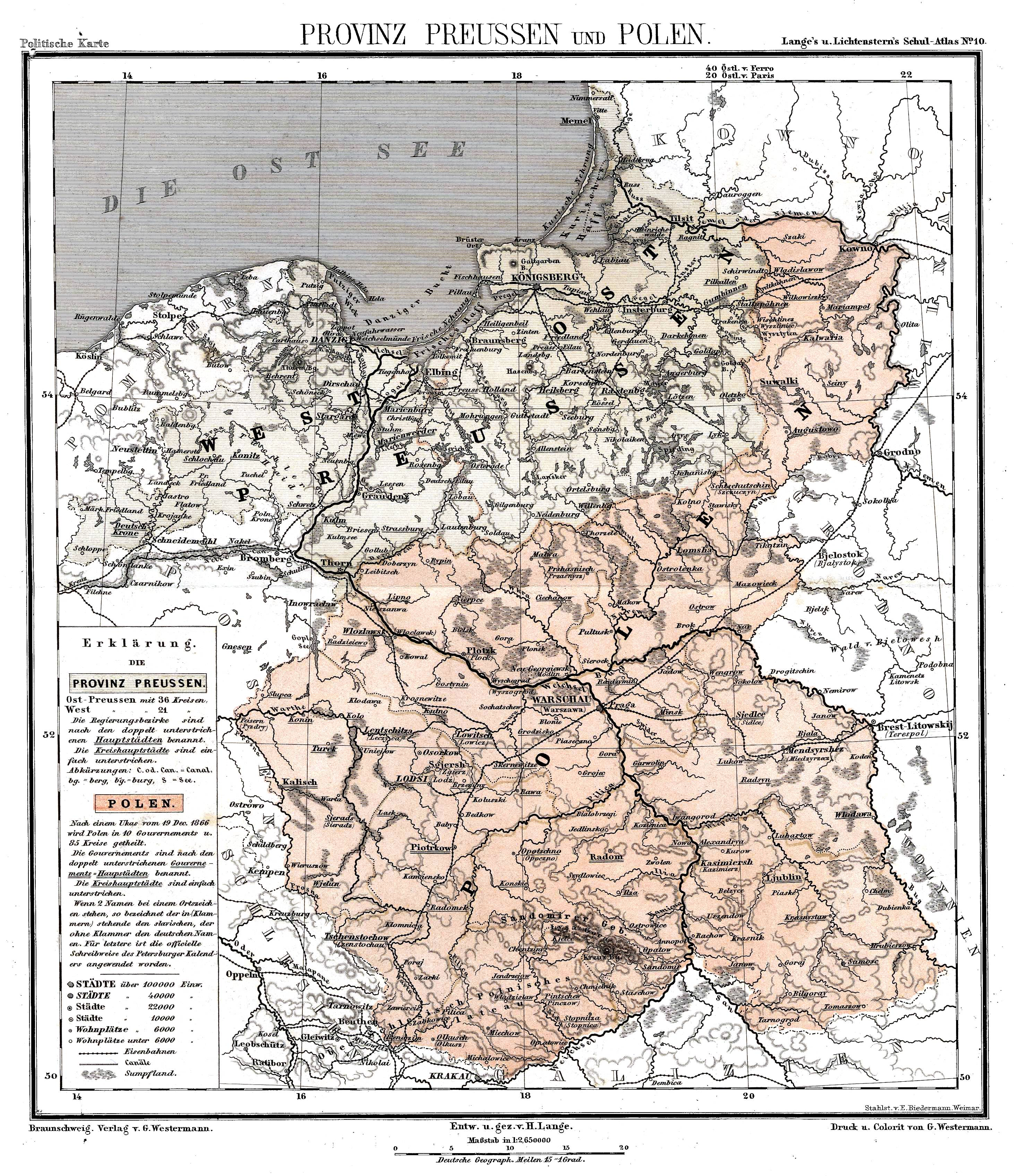
Provinz Preußen und Kongresspolen (1871)

Nachdem Polen-Litauen in der zweiten Hälfte des 18. Jahrhunderts durch zahlreiche vorangegangene Kriege und innere Konflikte stark geschwächt war, erfolgten 1772, 1793 und 1795 schrittweise die Teilungen Polens unter den Nachbarmächten Russland, Preußen und Österreich, so dass für über 120 Jahre kein eigenständiger polnischer Nationalstaat mehr existierte. Das Gebiet um Warschau kam zum neu geschaffenen Südpreußen. Napoleon Bonaparte errichtete 1807 auf den von Preußen 1793 und 1795 annektierten Territorien das Herzogtum Warschau und erweiterte es 1809 um Österreichs Teilungsanteil aus dem Jahr 1795. Das Herzogtum war ein polnischer Rumpf- und Satellitenstaat mit König Friedrich August I. von Sachsen auf dem Thron.

### Kongresspolen

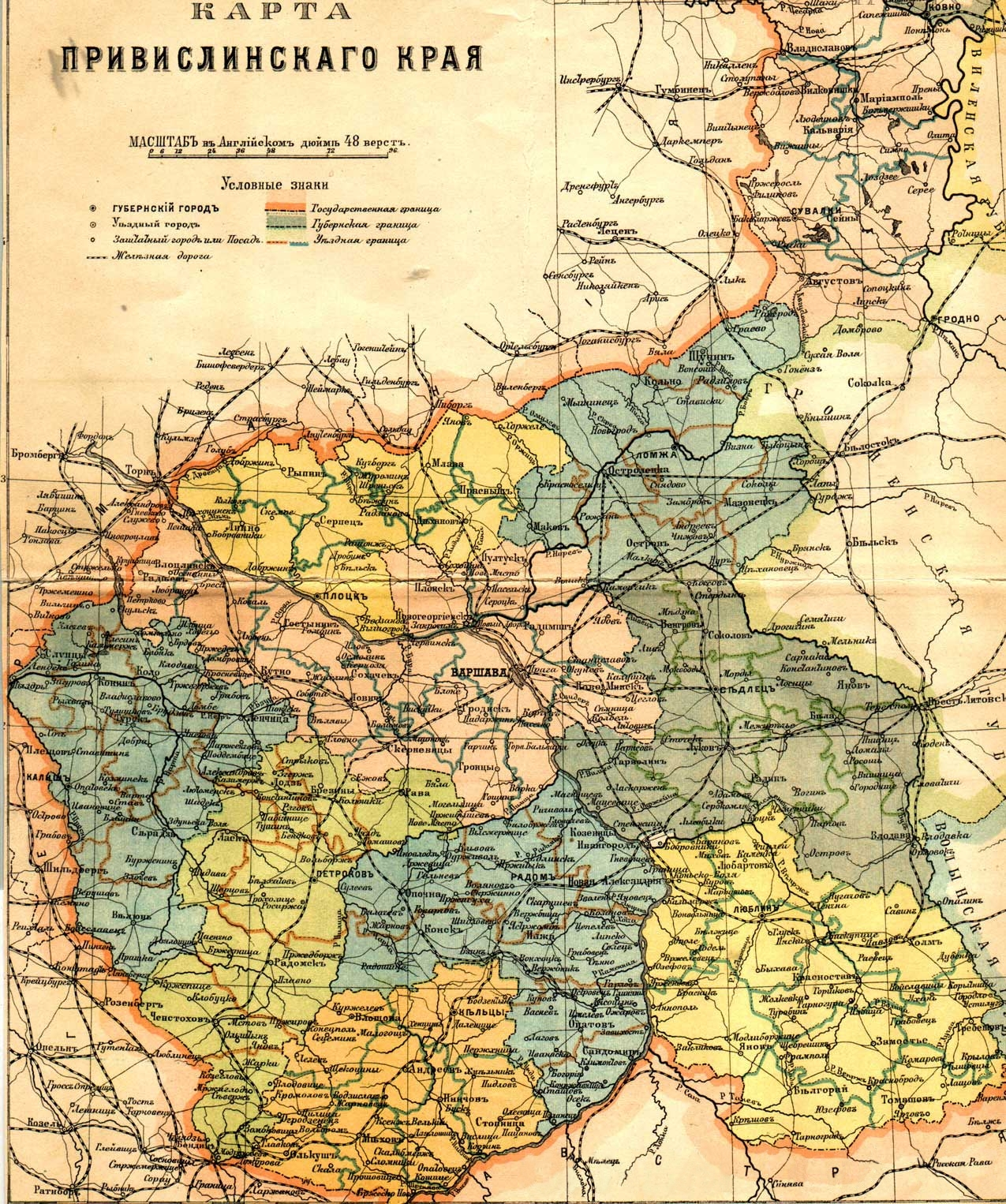
Russische Karte der zehn polnischen Gouvernements aus dem Jahr 1910

Nach der Niederlage Napoleons stellte 1815 der Wiener Kongress die polnische Monarchie wieder her. Zar Alexander I., beeinflusst von seiner Freundschaft mit Adam Jerzy Czartoryski, belebte den polnischen Staat wieder und wurde in Personalunion König von Polen.
Theoretisch war es ein autonomer Staat. Kongresspolen blieb jedoch unter russischer Kontrolle.
Alexanders Bruder Konstantin hatte als Militärgouverneur von Warschau und General der polnischen Truppen wenn nicht formell, so doch faktisch die starke Machtstellung eines Vizekönigs. 1820 heiratete er eine polnische Gräfin. Konstantins Grobheit, Tyrannei und militärischer Drill waren jedoch nicht besonders hilfreich, um Polen für ihn und die russische Herrschaft zu gewinnen.
Das Königreich Polen, so der offizielle Name, entstand aus dem früheren Herzogtum Warschau ohne das Großherzogtum Posen und die Gebiete von Lubawa, Toruń und Chełmno (abgetreten an Preußen) und ohne die Freie Stadt Krakau (zuerst unabhängig, dann an Österreich). Abgesehen vom Staatsoberhaupt sollte der neue Staat laut Verträgen von 1815 eine starke Autonomie und die alte Verfassung von 1791 haben. Die Gesetze sollten vom Sejm erlassen werden; eine eigenständige Armee, Währung, ein unabhängiger Staatshaushalt und ein Strafgesetzbuch etc. sollten beibehalten werden, und das Land sollte durch eine Zollgrenze vom eigentlichen Zarenreich getrennt bleiben (administration distincte).
Faktisch konzentrierte der Zar die große Macht in seiner Hand und regierte gemäßigt autokratisch mit Hilfe des russischen Vizekönigs, der zugleich den Armeeoberbefehl innehatte, und des kaiserlichen Kommissars Nikolai Nikolajewitsch Nowossilzew sowie seiner Geheimdienste. Die Beschlüsse des Wiener Kongresses wurden ständig missachtet. Im Jahr 1819 wurde die Pressefreiheit abgeschafft und die Zensur eingeführt, 1821 die Freimaurerei verboten, das Parlament tagte ab 1825 nicht mehr öffentlich, ein Verwaltungsrat hatte die Kontrolle. Die politische Lage war von Unterdrückung durch den Zaren und seinen Warschauer Statthalter Nowossilzew sowie von der Willkür Konstantins geprägt. Dennoch war Kongresspolen der liberalste Teil des Russischen Reiches mit eigenem Parlament, Verwaltungs- und Schulsystem. Anders als im restlichen Russland wurde die katholische Kirche respektiert und bekam Dotationen sowie gewisse Vorrechte, als weiteres Entgegenkommen waren auch die Beamten Polen und sprachen polnisch.
Viele Polen, besonders die vom Geist der polnischen Romantik geprägte Jugend, waren trotzdem mit der russischen Dominanz sehr unzufrieden. 1830 ließen Nachrichten von Revolutionen in Paris und in Belgien eine Gruppe jugendlicher Verschwörer, vor allem Kadetten der Warschauer Fähnrichschule, zu den Waffen greifen: Am 28. November 1830 brach in Warschau der Novemberaufstand aus, Zar Nikolaus I. wurde vom Parlament als König abgesetzt, sein Bruder Konstantin wurde in seinem Schloss überfallen, konnte jedoch als Frau verkleidet fliehen. Nach etwa zehn Monaten stellte Nikolaus mit Hilfe der Truppen des Iwan Paskewitsch seine Macht wieder her. 1831 erhob er den Marschall zum Fürsten von Warschau und ersetzte 1832 die bisherige Verfassung durch das Verfassungsgesetz Organisches Statut. Es machte die Beschlüsse des Kongresses ungültig, schaffte die polnische Armee und den Sejm ab und beließ Kongresspolen nur eine Restautonomie. Was blieb, war unter anderem der Titel Namiestnik (Vizekönig) für den Statthalter Paskewitsch, der mit der Russifizierung des Landes begann. 286 Emigranten wurden zum Tode verurteilt, ihre Güter enteignet und an russische Generäle verteilt. Die 1816 eröffnete Universität Warschau und die meisten Unterrichtsinstitute wurden geschlossen. Alle Vereine wurden verboten. Privatversammlungen wurden erlaubt, wenn der Überwachungsbeamte empfangen wurde. Russisch wurde Pflichtsprache für alle Beamten, und es gab eine strenge Zensur der Bücher und der Musik. Zar Nikolaus in einer Rede in Warschau 1835: „Wenn Ihr darauf besteht, an Euren Träumen von einer besonderen Nationalität und einem unabhängigen Polen und allen diesen Chimären festzuhalten, so werdet Ihr großes Unheil über Euch heraufbeschwören. Ich habe eine Zitadelle errichten lassen und […] bei der geringsten Unruhe werde ich die Stadt beschießen lassen.“
Erst die russische Niederlage im Krimkrieg 1855 und der Amtsantritt des neuen Zaren Alexander II. führten wieder zu einer polnisch-russischen Zusammenarbeit: Unter der Führung des gemäßigten Aleksander Wielopolski wurde 1862 eine nur aus polnischen Politikern bestehende Zivilregierung ernannt. Die Einigungsbestrebungen Italiens inspirierten jedoch das demokratische Lager dazu, im Januar 1863 einen bewaffneten Kampf aufzunehmen (Januaraufstand). Militärisches Missverhältnis gegenüber den russischen Truppen und vergebliche Versuche, große Bauernmassen zu mobilisieren, sowie Uneinigkeit der politischen Emigration und mangelnde Unterstützung europäischer Staaten brachten den Aufstand zum Scheitern. Die drastischen russischen Vergeltungsmaßnahmen, Enteignungen und Deportationen nach Sibirien führten schließlich zur Schwächung des Adels innerhalb der polnischen Gesellschaft.

### Übergang zum Weichselland
Im Jahre 1867 wurden das Amt des Vizekönigs und das Wappen von Kongresspolen abgeschafft. Das nun in zehn Gouvernements aufgeteilte Gebiet wurde direkt ins Zarenreich integriert. Der bisherige Name wurde zwar nie offiziell geändert, jedoch tauchte seit den 1880er Jahren auch in verschiedenen Verwaltungsakten immer häufiger die Bezeichnung Weichselland (russisch Привислинский Край, Priwislinskij Kraj; polnisch Kraj Nadwiślański) auf, und das Wort „Polen“ wurde sogar als geographischer Begriff von russischer Seite gemieden.

## Bevölkerung
Laut der russischen Volkszählung von 1897 hatte Kongresspolen 9.402.253 Einwohner. Davon waren 4.712.090 Männer und 4.690.163 Frauen.
| Sprache      | Muttersprachler    |
| ------------ | ------------------ |
| Polnisch     | 6.755.503 (71,8 %) |
| Jiddisch     | 1.267.194 (13,5 %) |
| Deutsch      | 0.407.274 0(4,3 %) |
| Ukrainisch   | 0.335.337 0(3,6 %) |
| Litauisch    | 0.305.322 0(3,2 %) |
| Russisch     | 0.267.160 0(2,8 %) |
| Belarussisch | 0.029.347 0(0,3 %) |
| Andere       | 0.035.116 0(0,4 %) |
| Insgesamt    | 9.402.253 ,(100 %) |

## Könige
- 1815–1825 Alexander I.
- 1825–1830 Nikolaus I. († 1855) – 1830 als König abgesetzt, seit 1831 wieder an der Macht ohne Wiedereinsetzung als König

## Vizekönige
- inoffiziell: Großfürst Konstantin Pawlowitsch Romanow (1815–1830)
- Józef Zajączek (1815–1826)
- 1826–1831 vakant, durch einen Verwaltungsrat vertreten
- Iwan Fjodorowitsch Paskewitsch (1831–1855)
- Michail Dmitrijewitsch Gortschakow (1855 – 3. Mai 1861)
- Nikolai Onufrijewitsch Suchosanet (16. Mai 1861 – 1. August 1861)
- Karl Lambert (Karl Karlowitsch Graf Lambert, 1861)
- Nikolai Onufrijewitsch Suchosanet (11. Oktober 1861 – 22. Oktober 1861)
- Alexander von Lüders (November 1861 – Juni 1862)
- Großfürst Konstantin Nikolajewitsch Romanow (Juni 1862 – 31. Oktober 1863)
- Friedrich Wilhelm Rembert von Berg (1863–1874)

Der Titel Vizekönig wird durch Generalgouverneur von Warschau ersetzt.